# Florence (chanson)
Pour les articles homonymes, voir Florence.
Florence est le titre d'une chanson de la comédie musicale Notre-Dame de Paris, écrite par Luc Plamondon et mise en musique par Richard Cocciante. La version originale est interprétée par Bruno Pelletier (dans le rôle de Gringoire) et Daniel Lavoie (l'archidiacre Frollo). Elle aborde les changements de la fin de la Renaissance, en particulier la découverte de l'Amérique par Christophe Colomb.

## Position dans l'œuvre
Cette chanson ouvre l'acte II de la comédie musicale. Elle établit une transition en plaçant en suspens le déroulement de l'action. La scène instaure un dialogue entre Frollo et Gringoire, le premier demandant au second de l'informer sur les évolutions scientifiques et littéraires de l'époque. Ce dialogue prend cependant une tournure prophétique en annonçant les principaux changements qui vont avoir lieu lors de la Renaissance alors balbutiante.

## Thèmes abordés
La chanson alterne les thèmes purement contemporains à l'histoire et ceux "à venir", faisant notamment allusion :
- à la ville de Florence, haut-lieu de la Renaissance à l'époque, notamment sous l'impulsion de Côme de Médicis ;
- à Bramante, peintre-architecte et protecteur du célèbre Raphaël ;
- au poète italien Dante, et en particulier à son œuvre La Divine Comédie ;
- aux théories héliocentriste de Copernic et Galilée  ;
- à la découverte de l'Amérique par le génois Christophe Colomb ;
- à l'invention de l'imprimerie par Gutenberg ;
- à la ville allemande de Nuremberg, haut-lieu de la diffusion du savoir par l'imprimerie ;
- à Martin Luther, et à sa traduction du Nouveau Testament.

## Dans le livre
La chanson semble plus particulièrement inspirée des chapitres 1 et 2 du livre cinquième de Notre Dame de Paris, le chapitre 2 étant d’ailleurs intitulé « Ceci tuera cela ». Hugo y raconte le tournant qu’a, pour lui, amené l’invention de l’imprimerie dans la société de l’époque : l’architecture, qui était jusque-là le « langage de l’humanité », est remplacée par les livres, qui peuvent désormais être diffusés en grande quantité. Pour résumer :
« Cependant que devient l’imprimerie ? Toute cette vie qui s’en va de l’architecture vient chez elle. A mesure que l’architecture baisse, l’imprimerie s’enfle et grossit. Ce capital de forces que la pensée humaine dépensait en édifices, elle le dépense désormais en livres. Aussi dès le seizième siècle la presse, grandie au niveau de l’architecture décroissante, lutte avec elle et la tue. » (chapitre 2, livre cinquième)
Certaines phrases de la chanson sont très proches du texte de Hugo :
- « Ceci tuera cela », d’abord, qui est le titre du chapitre 2 mais également une phrase dite par Claude Frollo ;
- « Les petites choses toujours viennent à bout des grandes » reprend directement la phrase « Les petites choses viennent à bout des grandes » ;
- « La littérature tuera l’architecture, les livres des écoles tueront les cathédrales, la Bible tuera l’Église et l’Homme tuera Dieu » résume une pensée reformulée plusieurs fois par Hugo : « le livre tuera l’édifice », « l’imprimerie tuera l’architecture », « l’architecture est morte, morte sans retour, tuée par le livre imprimé », « la presse tuera l’église », …

Il y a en fait deux messages dans ces chapitres : d’abord, la littérature va remplacer de façon irrémédiable l’architecture comme art principal d'expression de l'humanité. Et ensuite, la multiplication du livre, entrainant « l’émancipation de l’humanité », diminuera le pouvoir de la religion sur l’Homme.
Dans une note de Victor Hugo postérieure à la première édition du livre, il précise que son opinion sur la « décadence » de l’architecture est « bien enracinée chez lui et bien réfléchie » mais qu’il espère malgré ça se tromper.

## Dans les traductions
Certaines traductions de la chanson ont reformulé des phrases, ou rajouté des éléments de contexte, de manière à expliquer certains aspects du texte.
La version espagnole indique que « la science tuera la foi » (« la ciencia a la fe »), et la version anglaise que « le nouveau tuera l’ancien » (« the new will kill the old »).
Dans la version russe en particulier, la majorité des noms propres sont supprimés, et les références jugées implicites (comme la route des Indes) sont expliquées : 
- « Parlez-moi de Florence et de la Renaissance, parlez-moi de Bramante et de l'Enfer de Dante » devient « dis-moi, poète, que signifie la Renaissance? Et de quoi parlent-ils là-bas dans le monde et ici ? » ;
- « Des bateaux [cherchent] la porte de la route des Indes » devient « les bateaux naviguent à la recherche de l'Amérique » ;
- « Luther va réécrire le Nouveau Testament » devient « quelqu'un a traduit le Nouveau Testament » ;
- « Un dénommé Gutenberg a changé la face du monde, sur les presses de Nuremberg on imprime chaque seconde » devient « ils disent qu'ils ont inventé la grande imprimerie et que l’Europe a été engloutie par un flot continu de papier ».

La version russe indique également que l’Homme atteindra les étoiles et que « ce n’est pas la limite ».
Les versions issues des pays géographiquement et culturellement plus proches de la France (Angleterre, Italie, Espagne) ressemblent davantage à la version originelle. De petites variations locales peuvent exister : la version espagnole fait une référence à l’Eldorado, et la version italienne au « stil novo » de Dante.